# Live at the BBC (album de Dire Straits)
Pour les articles homonymes, voir Live at the BBC.
Albums de Dire Straits
On the Night
Live at the BBC est le troisième album live du groupe rock britannique Dire Straits, sorti en juin 1995.

## Historique
Les sept premières chansons ont été enregistrées dans les studios de la BBC à Londres au cours de l'émission 'Live in Concert' du 22 juillet 1978 (entre la sortie des deux premiers albums du groupe). Alors que la chanson Tunnel of Love a été enregistrée lors du concert Rockpop à Dortmund le 19 décembre 1980 . Cet album est en fait le fruit d'une négociation, le groupe devait encore un album à Mercury. Mark Knopfler a autorisé la publication de ces archives de la BBC afin de solder le contrat et se concentrer sur sa carrière solo.
Il comporte une seule pièce inédite, What's The Matter Baby?, écrite en duo par Mark et son frère David Knopfler, c'est la seule chanson écrite par les deux musiciens.

## Titres
Tous les titres sont de Mark Knopfler sauf indication contraire
1. Down to the Waterline – 4:10
2. Six Blade Knife – 3:47
3. Water of Love – 5:29
4. Wild West End – 5:12
5. Sultans of Swing – 6:38
6. Lions – 5:26
7. What's The Matter Baby? (D. Knopfler, M. Knopfler) – 3:20
8. Tunnel of Love (Intro : 'Carrousel Waltz' par Rodgers & Hammerstein) – 11:56

## Musiciens
- Mark Knopfler - Guitare solo, chant
- David Knopfler - Guitare rythmique, chœurs, sauf sur (8)
- Hal Lindes - Guitare sur (8)
- John Illsley - Basse, chœurs
- Alan Clark - Claviers sur (8)
- Pick Withers - Batterie